# Stephan Schröck
Stephan Markus Cabizares Schröck (Schweinfurt, 21 agosto 1986) è un ex calciatore tedesco naturalizzato filippino, di ruolo difensore o centrocampista.
Annoverato tra i migliori giocatori filippini dell'era moderna, ha iniziato la propria carriera tra le giovanili dello Schweinfurt 05 e quindi del Greuther Fürth, con cui ha poi esordito professionalmente nel 2004. Dopo brevi esperienze in Bundesliga con Hoffenheim ed Eintracht Francoforte, nel 2017 si è trasferito nella Philippines Football League presso lo United City.
A livello internazionale, dopo aver militato nelle giovanili della Germania, ha esordito con la nazionale filippina nel 2011. Con la maglia degli Azkals ha partecipato alla Coppa d'Asia 2019, la prima di sempre del suo Paese, dove ha segnato il primo gol dei filippini in tale competizione.

## Biografia
È nato a Schweinfurt da padre tedesco e madre filippina, originaria di Parang.

## Caratteristiche tecniche
Giocatore di fisico minuto ma compatto, è un centrocampista completo in grado di ricoprire svariate posizioni. Oltre al ruolo originario di trequartista, la sua duttilità gli permette infatti di essere impiegato come esterno offensivo, come mezzala, oppure a ridosso della difesa. Durante la propria carriera in Germania ha ricoperto anche il ruolo di  difensore laterale, mentre in altre occasioni è stato utilizzato come mediano oppure come prima punta.
Nel corso della propria carriera Schröck si è contraddistinto come un leader carismatico, il cui spirito di sacrificio ne fa un punto di riferimento naturale per i suoi compagni. Abile con entrambi i piedi e tecnicamente dotato, abbina un'ottima visione di gioco a una notevole dinamicità e aggressività, caratteristiche che lo rendono utile sia nella fase offensiva che in quella di copertura. Tra le sue doti principali rientrano altresì il dribbling, il controllo del pallone, la precisione nei passaggi e l'abilità nei cross. Dotato di un buon tiro dalla distanza, è anche abile nel calciare punizioni e rigori: la propensione al gol con soluzioni personali dalla media-lunga distanza lo ha portato, in alcuni casi, a segnare direttamente da calcio d'angolo.
La foga agonistica lo ha portato a ricevere spesso sanzioni disciplinari.

## Carriera

### Club

#### Greuther Fürth
Ha iniziato a giocare nel settore giovanile del Greuther Fürth, squadra con la quale ha anche esordito in prima squadra nel 2004. Con i bianco-verdi ha disputato in totale 183 partite e segnando 7 gol.

#### Hoffenheim
Nella stagione 2012-2013 gioca con l'Hoffenheim, con cui però disputa solo 10 partite.

#### Eintracht Francoforte
Il 27 giugno 2013 il giocatore filippino si trasferisce all'Eintracht Francoforte, con la quale firma un contratto biennale.

### Nazionale
Nel 2011 ha deciso di giocare per la Nazionale filippina, dopo aver giocato nelle Nazionali giovanili della Germania.
Il 12 novembre 2015, nella partita Filippine-Yemen (0-1), indossa per la prima volta la fascia di capitano.
Agli inizi del 2019 diventa il nuovo capitano degli Azkals ereditando la fascia da Philip Younghusband. Guida quindi i filippini nella Coppa d'Asia 2019 dove le Filippine si classificano ultime nel proprio girone dopo aver perso contro Corea del Sud (1-0), Cina (3-0) e Kirghizistan (3-1). Proprio contro i kirghisi Schröck segna su punizione il primo storico gol delle Filippine nella rassegna continentale. Sul finire dell'anno guida invece la nazionale Under-23 ai XXX Giochi del Sud-est asiatico, dove i filippini vengono eliminati già al primo turno malgrado il secondo posto a pari merito con la Cambogia, per via della differenza reti a favore di questi ultimi.
Nel dicembre 2021 guida le Filippine in occasione del Campionato dell'ASEAN 2020, posticipato di un anno a causa della sopraggiunta pandemia di COVID-19, in cui la sua squadra esce ai gironi per via di due sconfitte contro Singapore (1-2) e Thailandia (1-2). Viene convocato anche per la AFF Cup 2022, ma la spedizione si conclude con una deludente eliminazione della fase a gironi. Al termine della manifestazione annuncia il proprio ritiro dalla nazionale, salvo poi tornare in campo il successivo 15 giugno per un'amichevole contro il Nepal in cui gioca gli ultimi 17 minuti.

## Statistiche

### Cronologia presenze e reti in nazionale
| Cronologia completa delle presenze e delle reti in nazionale ― Filippine | Cronologia completa delle presenze e delle reti in nazionale ― Filippine | Cronologia completa delle presenze e delle reti in nazionale ― Filippine | Cronologia completa delle presenze e delle reti in nazionale ― Filippine | Cronologia completa delle presenze e delle reti in nazionale ― Filippine | Cronologia completa delle presenze e delle reti in nazionale ― Filippine | Cronologia completa delle presenze e delle reti in nazionale ― Filippine | Cronologia completa delle presenze e delle reti in nazionale ― Filippine |
| Data                                                                     | Città                                                                    | In casa                                                                  | Risultato                                                                | Ospiti                                                                   | Competizione                                                             | Reti                                                                     | Note                                                                     |
| ------------------------------------------------------------------------ | ------------------------------------------------------------------------ | ------------------------------------------------------------------------ | ------------------------------------------------------------------------ | ------------------------------------------------------------------------ | ------------------------------------------------------------------------ | ------------------------------------------------------------------------ | ------------------------------------------------------------------------ |
| 29-6-2011                                                                | Colombo                                                                  | Sri Lanka                                                                | 1 – 1                                                                    | Filippine                                                                | Qual. Mondiali 2014                                                      | -                                                                        | 39’                                                                      |
| 3-7-2011                                                                 | Manila                                                                   | Filippine                                                                | 4 – 0                                                                    | Sri Lanka                                                                | Qual. Mondiali 2014                                                      | -                                                                        | 37’                                                                      |
| 28-7-2011                                                                | Manila                                                                   | Filippine                                                                | 1 – 2                                                                    | Kuwait                                                                   | Qual. Mondiali 2014                                                      | 1                                                                        | 25’                                                                      |
| 1-6-2012                                                                 | Shah Alam                                                                | Malaysia                                                                 | 0 – 0                                                                    | Filippine                                                                | Amichevole                                                               | -                                                                        | 20’                                                                      |
| 7-9-2012                                                                 | Kallang                                                                  | Singapore                                                                | 0 – 2                                                                    | Filippine                                                                | Amichevole                                                               | -                                                                        |                                                                          |
| 24-3-2013                                                                | Manila                                                                   | Cambogia                                                                 | 0 – 8                                                                    | Filippine                                                                | Qual. AFC Challenge Cup 2014                                             | 1                                                                        |                                                                          |
| 26-3-2013                                                                | Manila                                                                   | Filippine                                                                | 1 – 0                                                                    | Turkmenistan                                                             | Qual. AFC Challenge Cup 2014                                             | -                                                                        | 90’                                                                      |
| 4-6-2013                                                                 | Chai Wan                                                                 | Hong Kong                                                                | 0 – 1                                                                    | Filippine                                                                | Amichevole                                                               | -                                                                        | 64’                                                                      |
| 11-10-2013                                                               | Bacolod                                                                  | Filippine                                                                | 1 – 2                                                                    | Taiwan                                                                   | Amichevole                                                               | -                                                                        |                                                                          |
| 15-10-2013                                                               | Bocaue                                                                   | Filippine                                                                | 3 – 1                                                                    | Pakistan                                                                 | Amichevole                                                               | 1                                                                        | 89’ 90’                                                                  |
| 15-11-2013                                                               | Siliguri                                                                 | India                                                                    | 1 – 1                                                                    | Filippine                                                                | Amichevole                                                               | -                                                                        |                                                                          |
| 5-3-2014                                                                 | Dubai                                                                    | Azerbaigian                                                              | 1 – 0                                                                    | Filippine                                                                | Amichevole                                                               | -                                                                        |                                                                          |
| 20-5-2014                                                                | Male                                                                     | Filippine                                                                | 0 – 0                                                                    | Afghanistan                                                              | AFC Challenge Cup 2014                                                   | -                                                                        |                                                                          |
| 22-5-2014                                                                | Male                                                                     | Laos                                                                     | 0 – 2                                                                    | Filippine                                                                | AFC Challenge Cup 2014                                                   | -                                                                        | 72’                                                                      |
| 24-5-2014                                                                | Male                                                                     | Turkmenistan                                                             | 0 – 2                                                                    | Filippine                                                                | AFC Challenge Cup 2014                                                   | -                                                                        | 64’                                                                      |
| 27-5-2014                                                                | Male                                                                     | Filippine                                                                | 3 – 2                                                                    | Maldive                                                                  | AFC Challenge Cup 2014 - Semifinale                                      | -                                                                        | 68’                                                                      |
| 30-5-2014                                                                | Male                                                                     | Palestina                                                                | 1 – 0                                                                    | Filippine                                                                | AFC Challenge Cup 2014 - Finale                                          | -                                                                        | 46’                                                                      |
| 11-6-2015                                                                | Bocaue                                                                   | Filippine                                                                | 2 – 1                                                                    | Bahrein                                                                  | Qual. Mondiali 2018                                                      | -                                                                        | 23’                                                                      |
| 3-9-2015                                                                 | Manila                                                                   | Filippine                                                                | 2 – 0                                                                    | Maldive                                                                  | Amichevole                                                               | -                                                                        |                                                                          |
| 8-9-2015                                                                 | Bocaue                                                                   | Filippine                                                                | 1 – 5                                                                    | Uzbekistan                                                               | Qual. Mondiali 2018                                                      | 1                                                                        | 46’                                                                      |
| 8-10-2015                                                                | Pyongyang                                                                | Corea del Nord                                                           | 0 – 0                                                                    | Filippine                                                                | Qual. Mondiali 2018                                                      | -                                                                        |                                                                          |
| 13-10-2015                                                               | Manama                                                                   | Bahrein                                                                  | 2 – 0                                                                    | Filippine                                                                | Qual. Mondiali 2018                                                      | -                                                                        |                                                                          |
| 12-11-2015                                                               | Manila                                                                   | Filippine                                                                | 0 – 1                                                                    | Yemen                                                                    | Qual. Mondiali 2018                                                      | -                                                                        | Cap.                                                                     |
| 10-10-2016                                                               | Manila                                                                   | Filippine                                                                | 1 – 3                                                                    | Corea del Nord                                                           | Amichevole                                                               | -                                                                        |                                                                          |
| 9-11-2016                                                                | Manila                                                                   | Filippine                                                                | 1 – 0                                                                    | Kirghizistan                                                             | Amichevole                                                               | -                                                                        | 73’                                                                      |
| 19-11-2016                                                               | Bocaue                                                                   | Palestina                                                                | 0 – 0                                                                    | Singapore                                                                | AFF Cup 2016                                                             | -                                                                        |                                                                          |
| 22-11-2016                                                               | Bocaue                                                                   | Indonesia                                                                | 2 – 2                                                                    | Filippine                                                                | AFF Cup 2016                                                             | -                                                                        |                                                                          |
| 25-11-2016                                                               | Bocaue                                                                   | Filippine                                                                | 0 – 1                                                                    | Thailandia                                                               | AFF Cup 2016                                                             | -                                                                        | 90’                                                                      |
| 6-9-2018                                                                 | Manama                                                                   | Bahamas                                                                  | 1 – 1                                                                    | Filippine                                                                | Amichevole                                                               | -                                                                        |                                                                          |
| 13-11-2018                                                               | Bacolod                                                                  | Filippine                                                                | 1 – 0                                                                    | Singapore                                                                | AFF Cup 2018                                                             | -                                                                        |                                                                          |
| 17-11-2018                                                               | Kuala Lumpur                                                             | Timor Est                                                                | 2 – 3                                                                    | Filippine                                                                | AFF Cup 2018                                                             | -                                                                        | 30’ 40’                                                                  |
| 21-11-2018                                                               | Bacolod                                                                  | Filippine                                                                | 1 – 1                                                                    | Thailandia                                                               | AFF Cup 2018                                                             | -                                                                        |                                                                          |
| 25-11-2018                                                               | Giacarta                                                                 | Indonesia                                                                | 0 – 0                                                                    | Filippine                                                                | AFF Cup 2018                                                             | -                                                                        | 81’                                                                      |
| 2-12-2018                                                                | Bacolod                                                                  | Filippine                                                                | 1 – 2                                                                    | Vietnam                                                                  | AFF Cup 2018 - Semifinale (andata)                                       | -                                                                        | 54’                                                                      |
| 6-12-2018                                                                | Hanoi                                                                    | Vietnam                                                                  | 2 – 1                                                                    | Filippine                                                                | AFF Cup 2018 - Semifinale (ritorno)                                      | -                                                                        | 90’                                                                      |
| 7-1-2019                                                                 | Dubai                                                                    | Corea del Sud                                                            | 1 – 0                                                                    | Filippine                                                                | Coppa d'Asia 2019 - 1º turno                                             | -                                                                        | Cap. 88’                                                                 |
| 11-1-2019                                                                | Abu Dhabi                                                                | Filippine                                                                | 0 – 3                                                                    | Cina                                                                     | Coppa d'Asia 2019 - 1º turno                                             | -                                                                        | Cap.                                                                     |
| 16-1-2019                                                                | Dubai                                                                    | Kirghizistan                                                             | 3 – 1                                                                    | Filippine                                                                | Coppa d'Asia 2019 - 1º turno                                             | 1                                                                        | Cap.                                                                     |
| 7-6-2019                                                                 | Canton                                                                   | Cina                                                                     | 2 – 0                                                                    | Filippine                                                                | Amichevole                                                               | -                                                                        | Cap.                                                                     |
| 5-9-2019                                                                 | Bacolod                                                                  | Filippine                                                                | 2 – 5                                                                    | Siria                                                                    | Qual. Mondiali 2022                                                      | -                                                                        | Cap.                                                                     |
| 10-9-2019                                                                | Dededo                                                                   | Guam                                                                     | 1 – 4                                                                    | Filippine                                                                | Qual. Mondiali 2022                                                      | 1                                                                        | Cap.                                                                     |
| 15-10-2019                                                               | Bacolod                                                                  | Filippine                                                                | 0 – 0                                                                    | Cina                                                                     | Qual. Mondiali 2022                                                      | -                                                                        | Cap.                                                                     |
| 14-11-2019                                                               | Male                                                                     | Maldive                                                                  | 1 – 2                                                                    | Filippine                                                                | Qual. Mondiali 2022                                                      | -                                                                        | Cap. 70’                                                                 |
| 19-11-2019                                                               | Dubai                                                                    | Siria                                                                    | 1 – 0                                                                    | Filippine                                                                | Qual. Mondiali 2022                                                      | -                                                                        | Cap.                                                                     |
| 7-6-2021                                                                 | Sharja                                                                   | Cina                                                                     | 2 – 0                                                                    | Filippine                                                                | Qual. Mondiali 2022                                                      | -                                                                        | Cap.                                                                     |
| 11-6-2021                                                                | Sharja                                                                   | Filippine                                                                | 3 – 0                                                                    | Guam                                                                     | Qual. Mondiali 2022                                                      | -                                                                        | Cap.                                                                     |
| 15-6-2021                                                                | Sharja                                                                   | Filippine                                                                | 1 – 1                                                                    | Maldive                                                                  | Qual. Mondiali 2022                                                      | -                                                                        | Cap.                                                                     |
| 8-12-2021                                                                | Kallang                                                                  | Filippine                                                                | 1 – 2                                                                    | Singapore                                                                | AFF Cup 2020                                                             | -                                                                        | Cap. 22’                                                                 |
| 11-12-2021                                                               | Kallang                                                                  | Timor Est                                                                | 0 – 7                                                                    | Filippine                                                                | AFF Cup 2020                                                             | -                                                                        | Cap. 46’                                                                 |
| 14-12-2021                                                               | Kallang                                                                  | Filippine                                                                | 1 – 2                                                                    | Thailandia                                                               | AFF Cup 2020                                                             | -                                                                        | Cap. 43’                                                                 |
| 23-3-2022                                                                | Kallang                                                                  | Malaysia                                                                 | 2 – 0                                                                    | Filippine                                                                | Amichevole                                                               | -                                                                        | Cap. 63’                                                                 |
| 29-3-2022                                                                | Kallang                                                                  | Singapore                                                                | 2 – 0                                                                    | Filippine                                                                | Amichevole                                                               | -                                                                        | Cap. 30’                                                                 |
| 14-12-2022                                                               | Hanoi                                                                    | Vietnam                                                                  | 1 – 0                                                                    | Filippine                                                                | Amichevole                                                               | -                                                                        | Cap. 83’                                                                 |
| 20-12-2022                                                               | Phnom Penh                                                               | Cambogia                                                                 | 3 – 2                                                                    | Filippine                                                                | AFF Cup 2022                                                             | -                                                                        | Cap. 53’                                                                 |
| 23-12-2022                                                               | Manila                                                                   | Filippine                                                                | 5 – 1                                                                    | Brunei                                                                   | AFF Cup 2022                                                             | -                                                                        | Cap. 86’                                                                 |
| 26-12-2022                                                               | Rangsit                                                                  | Thailandia                                                               | 4 – 0                                                                    | Filippine                                                                | AFF Cup 2022                                                             | -                                                                        | Cap.                                                                     |
| 2-1-2023                                                                 | Manila                                                                   | Filippine                                                                | 1 – 2                                                                    | Indonesia                                                                | AFF Cup 2022                                                             | -                                                                        | Cap.                                                                     |
| 15-6-2023                                                                | Manila                                                                   | Filippine                                                                | 1 – 0                                                                    | Nepal                                                                    | Amichevole                                                               | -                                                                        | 73’                                                                      |
| Totale                                                                   |                                                                          | Presenze (10º posto)                                                     | 58                                                                       |                                                                          | Reti                                                                     | 6                                                                        |                                                                          |